# Žeravino
Žeravino (cyr. Жеравино) – wieś w Serbii, w okręgu pczyńskim, w gminie Bosilegrad. W 2011 roku liczyła 16 mieszkańców.